# Copa de la UEFA 1985-1986
La Copa de la UEFA 1985-86 fou guanyada pel Reial Madrid en derrotar el Colònia en la final a doble partit, per un resultat global de 5-3. Els clubs anglesos havien estat exclosos de les competicions europees durant cinc anys, i el Liverpool FC, per sis. Per aquest motiu els clubs Tottenham Hotspur, Southampton i Norwich City no van poder disputar la competició.

## Primera ronda

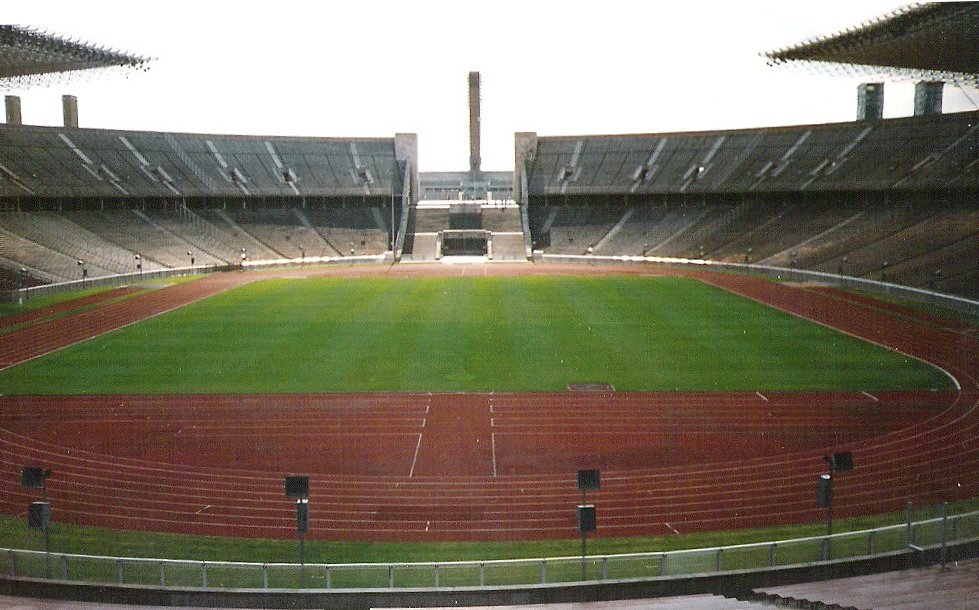
Estadi Olímpic de Berlín, seu de la final tornada.

| Equip 1                    | Global | Equip 2                   | Anada | Tornada |
| -------------------------- | ------ | ------------------------- | ----- | ------- |
| 1. FC Köln                 | 2-1    | Sporting de Gijón         | 0-0   | 2-1     |
| AEK Atenes FC              | 1-5    | Reial Madrid              | 1-0   | 0-5     |
| AJ Auxerre                 | 3-4    | AC Milan                  | 3-1   | 0-3     |
| APOEL FC                   | 4-6    | PFC Lokomotiv Sofia       | 2-2   | 2-4(pr) |
| Athletic Club              | 5-1    | Beşiktaş JK               | 4-1   | 1-0     |
| Boavista FC                | 5-6    | Club Brugge               | 4-3   | 1-3     |
| Bohemian FC                | 4-7    | Dundee United FC          | 2-5   | 2-2     |
| Borussia Mönchengladbach   | 3-1    | Lech Poznań               | 1-1   | 2-0     |
| Coleraine FC               | 1-6    | Lokomotive Leipzig        | 1-1   | 0-5     |
| Dinamo Bucuresti           | 2-2(c) | FK Vardar                 | 2-1   | 0-1     |
| FC Avenir Beggen           | 0-6    | PSV Eindhoven             | 0-2   | 0-4     |
| FC Chornomorets Odessa     | (c)4-4 | Werder Bremen             | 2-1   | 2-3     |
| Wismut Aue                 | 2-5    | FC Dniprò Dnipropetrovsk  | 1-3   | 1-2     |
| FC Spartak Moscou          | 4-1    | Turun Palloseura          | 1-0   | 3-1     |
| Győri ETO FC               | 4-5    | FC Bohemians Praha        | 3-1   | 1-4(pr) |
| Hajduk Split               | 7-3    | FC Metz                   | 5-1   | 2-2     |
| Internazionale Milano FC   | 5-1    | FC St. Gallen             | 5-1   | 0-0     |
| K.S.V. Waregem             | 6-2    | Aarhus Gymnastik Forening | 5-2   | 1-0     |
| KS Dinamo Tirana           | 1-0    | Ħamrun Spartans           | 1-0   | 0-0     |
| LASK Linz                  | 3-0    | FC Banik Ostrava          | 2-0   | 1-0     |
| Legia Varsòvia             | 4-1    | Viking F.K.               | 3-0   | 1-1     |
| Neuchâtel Xamax            | 7-4    | Sportul Studenţesc        | 3-0   | 4-4     |
| Pirin Blagoevgrad          | 1-7    | Hammarby IF               | 1-3   | 0-4     |
| Portimonense S.C.          | 1-4    | FK Partizan               | 1-0   | 0-4     |
| R.FC de Liège              | 4-1    | FC Wacker Innsbruck       | 1-0   | 3-1     |
| Rangers FC                 | 1-2    | CA Osasuna                | 1-0   | 0-2     |
| SK Slavia Praha            | 1-3    | St Mirren FC              | 1-0   | 0-3(pr) |
| Sparta Rotterdam           | (p)2-2 | Hamburger SV              | 2-0   | 0-2     |
| Sporting Clube de Portugal | 4-3    | Feyenoord Rotterdam       | 3-1   | 1-2     |
| Torino FC                  | 3-2    | Panathinaikos FC          | 2-1   | 1-1     |
| Valur                      | 2-4    | FC Nantes Atlantique      | 2-1   | 0-3     |
| Videoton FC Fehérvár       | (c)3-3 | Malmö FF                  | 1-0   | 2-3     |

## Segona ronda
| Equip 1              | Global | Equip 2                    | Anada | Tornada |
| -------------------- | ------ | -------------------------- | ----- | ------- |
| 1. FC Köln           | 8-2    | FC Bohemians Praha         | 4-0   | 4-2     |
| AC Milan             | (c)3-3 | Lokomotive Leipzig         | 2-0   | 1-3     |
| Dundee United FC     | 3-1    | FK Vardar                  | 2-0   | 1-1     |
| FC Spartak Moscou    | 4-1    | Club Brugge                | 1-0   | 3-1     |
| FK Partizan          | 1-5    | FC Nantes Atlantique       | 1-1   | 0-4     |
| Hammarby IF          | 5-4    | St Mirren FC               | 3-3   | 2-1     |
| K.S.V. Waregem       | 3-2    | CA Osasuna                 | 2-0   | 1-2     |
| KS Dinamo Tirana     | 0-1    | Sporting Clube de Portugal | 0-0   | 0-1     |
| LASK Linz            | 1-4    | Internazionale Milano FC   | 1-0   | 0-4     |
| PFC Lokomotiv Sofia  | 1-1(c) | Neuchâtel Xamax            | 1-1   | 0-0     |
| PSV Eindhoven        | 2-3    | FC Dniprò Dnipropetrovsk   | 2-2   | 0-1     |
| R.FC de Liège        | 1-4    | Athletic Club              | 0-1   | 1-3     |
| Reial Madrid         | 2-1    | FC Chornomorets Odessa     | 2-1   | 0-0     |
| Sparta Rotterdam     | 2-6    | Borussia Mönchengladbach   | 1-1   | 1-5     |
| Torino FC            | 2-4    | Hajduk Split               | 1-1   | 1-3     |
| Videoton FC Fehérvár | 1-2    | Legia Varsòvia             | 0-1   | 1-1     |

## Tercera ronda
| Equip 1                  | Global | Equip 2                    | Anada | Tornada |
| ------------------------ | ------ | -------------------------- | ----- | ------- |
| Athletic Club            | 2-4    | Sporting Clube de Portugal | 2-1   | 0-3     |
| Borussia Mönchengladbach | 5-5(c) | Reial Madrid               | 5-1   | 0-4     |
| Dundee United FC         | 3-4    | Neuchâtel Xamax            | 2-1   | 1-3(pr) |
| FC Dniprò Dnipropetrovsk | 0-3    | Hajduk Split               | 0-1   | 0-2     |
| FC Spartak Moscou        | 1-2    | FC Nantes Atlantique       | 0-1   | 1-1     |
| Hammarby IF              | 3-4    | 1. FC Köln                 | 2-1   | 1-3     |
| Internazionale Milano FC | 1-0    | Legia Varsòvia             | 0-0   | 1-0(pr) |
| K.S.V. Waregem           | 3-2    | AC Milan                   | 1-1   | 2-1     |

## Quarts de final
| Equip 1                    | Global | Equip 2              | Anada | Tornada |
| -------------------------- | ------ | -------------------- | ----- | ------- |
| Hajduk Split               | 1-1(p) | K.S.V. Waregem       | 1-0   | 0-1     |
| Internazionale Milano FC   | 6-3    | FC Nantes Atlantique | 3-0   | 3-3     |
| Reial Madrid               | 3-2    | Neuchâtel Xamax      | 3-0   | 0-2     |
| Sporting Clube de Portugal | 1-3    | 1. FC Köln           | 1-1   | 0-2     |

## Semifinals
| Equip 1                  | Global | Equip 2        | Anada | Tornada |
| ------------------------ | ------ | -------------- | ----- | ------- |
| 1. FC Köln               | 7-3    | K.S.V. Waregem | 4-0   | 3-3     |
| Internazionale Milano FC | 4-6    | Reial Madrid   | 3-1   | 1-5(pr) |

## Final
| Equip 1      | Global | Equip 2    | Anada | Tornada |
| ------------ | ------ | ---------- | ----- | ------- |
| Reial Madrid | 5-3    | 1. FC Köln | 5-1   | 0-2     |

| Campió de la Copa de la UEFA 1985-86 |
| ------------------------------------ |
| Reial Madrid Segon títol             |